# Dänische Badmintonmeisterschaft 1963
Die Dänische Badmintonmeisterschaft 1963 fand vom 2. bis zum 5. Februar 1963 in Kopenhagen statt. Es war die 33. Austragung der nationalen Titelkämpfe im Badminton in Dänemark.

## Sieger und Finalisten
| Disziplin    | Gold                                                  | Silber                                                                   |
| ------------ | ----------------------------------------------------- | ------------------------------------------------------------------------ |
| Herreneinzel | Henning Borch, Amager BC                              | Knud Aage Nielsen                                                        |
| Dameneinzel  | Ulla Rasmussen, Københavns BK                         | Karin Jørgensen, Københavns BK                                           |
| Herrendoppel | Finn Kobberø Jørgen Hammergaard Hansen, Københavns BK | Erland Kops, Københavns BK Poul-Erik Nielsen, Skovshoved IF              |
| Damendoppel  | Karin Jørgensen Ulla Rasmussen, Københavns BK         | Birte Kristiansen Aase Winther                                           |
| Mixed        | Finn Kobberø Anne Flindt, Københavns BK               | Poul-Erik Nielsen, Skovshoved IF Inge Birgit Anker Hansen, Københavns BK |